# Федеріка Радіччі
Федеріка Радіччі (італ. Federica Radicchi, нар. 21 грудня 1988, Рим, Італія) — італійська ватерполістка, срібна призерка Олімпійських ігор 2016 року.

## Виступи на Олімпіадах
| Олімпіада           | Дисципліна | Місце |
| ------------------- | ---------- | ----- |
| Лондон 2012         | водне поло | 7     |
| Ріо-де-Жанейро 2016 | водне поло | 2     |